# Basil Hume
George Basil Hume, OSB, OM (2 de marzo de 1923–17 de junio de 1999) fue un monje benedictino y cardenal inglés, Arzobispo de Westminster desde 1976 y presidente de la Conferencia Episcopal de Inglaterra y Gales desde 1979 hasta su muerte.
Durante su vida Hume fue muy respetado tanto dentro como fuera de la comunidad católica. Tras su muerte, fue erigida una estatua en su ciudad natal de Newcastle upon Tyne, descubierta por la reina Isabel II del Reino Unido.

## Infancia y juventud
Nacido en Newcastle upon Tyne, George Haliburton Hume era el hijo de Sir William Errington Hume, un cardiólogo protestante, y su esposa, nacida Mary Elizabeth Tisseyre, francesa y católica, procedente de una familia de militares. Tenía tres hermanas y un hermano.
Fue educado en la abadía benedictina de Ampleforth y obtuvo la licenciatura en Teología en el Saint Benet's Hall de la Universidad de Oxford y el doctorado en Sagrada Teología en la Universidad de Friburgo.
Tomó el hábito benedictino e hizo su profesión religiosa como monje en 1945, eligiendo el nombre de Basil (Basilio). El 23 de julio de 1950 fue ordenado sacerdote.

## Obispo y cardenal
El 8 de febrero de 1976, Basil Hume fue nombrado arzobispo de la archidiócesis de Westminster, donde permaneció durante más de veinte años.
Fue el primer monje elegido para dirigir Westminster desde la restauración de la jerarquía católica en Inglaterra en 1850. Fue consagrado obispo el 25 de marzo de 1976 por el arzobispo Bruno Bernard Heim, con Basil Butler y John McClean como co-consagrantes.
El mismo año, el papa Pablo VI lo nombró cardenal con el título de cardenal presbítero de San Silvestro in Capite. Monseñor Hume fue uno de los cardenales electores en los dos cónclaves de 1978.
Cuando el papa Juan Pablo II quiso desembarazarse discretamente del presidente del Instituto para las Obras de Religión, el arzobispo Paul Marcinkus, para hacer olvidar las relaciones de esa institución vaticana con la Mafia y con personajes como Michele Sindona o Roberto Calvi, quiso enviarlo como nuncio a Londres: tuvo que desistir ante la decidida oposición de Hume.
Durante el episcopado de Basil Hume, la religión católica ganó una aceptación social de la sociedad británica que no tenía desde la Reforma anglicana del siglo XVI, simbolizada por la visita de la reina Isabel II a la catedral de Westminster en 1980.
El cardenal Hume también recibió la visita del papa Juan Pablo II en el Reino Unido durante el mismo período. Mantuvo buenas relaciones ecuménicas con el obispo Robert Runcie de la Iglesia de Inglaterra. Teológicamente, fue considerado un mediador entre los elementos tradicionales y los disidentes de la Iglesia.
Cuando el Opus Dei inició su penetración en Inglaterra convocó a sus dirigentes en Londres y les dejó muy claro que deberían atenerse a determinadas orientaciones. Entre ellas la autoridad real y efectiva de los obispos diocesanos sobre el Opus, la libertad absoluta de las personas para entrar pero también para salir de la organización, y el derecho inviolable de los miembros del Opus Dei a elegir libremente a su confesor y/o director espiritual, pertenecieran estos al Opus o no.

## Últimos años y muerte
En 1998, quiso retirarse de su sede episcopal de haber alcanzado la edad de jubilación eclesiástica, los 75 años, pero el Papa le pidió que siguiera liderando la archidiócesis el tiempo suficiente para encontrar un sucesor. Al año siguiente, le fue diagnosticado un cáncer de abdomen inoperable. El cardenal Hume recibió la Orden de Mérito dos semanas antes de morir en su casa de Londres a la edad de 76 años. 
Después de un funeral transmitido en vivo por la televisión nacional, fue enterrado en la capilla de San Gregorio y San Agustín en la catedral de Westminster. Juan Pablo II, en su mensaje de condolencia a la Iglesia de Inglaterra y Gales, elogió a Hume como un "pastor de gran carácter espiritual y moral".